# Tharra vesca
Tharra vesca är en insektsart som beskrevs av Nielson 1975. Tharra vesca ingår i släktet Tharra och familjen dvärgstritar. Inga underarter finns listade i Catalogue of Life.